# Bryopsocus angulatus
Bryopsocus angulatus är en insektsart som först beskrevs av Courtenay N. Smithers 1969.  Bryopsocus angulatus ingår i släktet Bryopsocus och familjen Bryopsocidae. Inga underarter finns listade i Catalogue of Life.